# 奧科尼 (內布拉斯加州)
奧科尼（英語：Oconee）是位於美國內布拉斯加州普拉特縣的非建制地區。

## 歷史
奧科尼的郵局於1887年設立，其後於1916年停運。

## 地理
奧科尼所處的海拔為高於海平面454米（即1490英呎），而該地所採用的時區為UTC-6，即北美中部时区（CST）。同時該地設有夏令時間，為UTC-6調快一小時，即UTC-5（CDT）。